# The Smiths Singles Box
The Smiths Singles Box é um box set da banda inglesa The Smiths, lançado em 8 de dezembro de 2008 pela Warner/Rhino Records.

## Produção
O box reúne os dez primeiros discos de vinil de 7" na versão original (em inglês) publicada pela Rough Trade, além de duas raridades: Still Ill e You've Got Everything Now (lançado apenas em versão promocional para rádio, em 1984, e nunca chegou ao mercado) e The Headmaster Ritual junto de Oscillate Wildly (lançado apenas para o mercado holandês, em 1985). Todas as músicas foram remasterizadas por Frank Arkwright e supervisionadas por Johnny Marr.
Em 29 de junho de 2009, também foi lançada uma versão em CD do box set, com edição limitada de 10 mil cópias e contendo dois 7" não incluídos na edição em vinil: o remix de This Charming Man de François Kevorkian, até então lançado apenas em uma versão limitada em dezembro de 1983, e a edição alemã de Barbarism Begins At Home, publicada em 1985 apenas para o mercado alemão.

## Capa
Todos os doze vinis são publicados com os livretos autênticos enquanto a capa do box set é composta por uma foto do ator americano Joel Fabiani, selecionada pessoalmente por Morrissey e retirada da série de TV britânica Department S, de 1969.

## Faixas musicais

### Vinil
1. Hand in Glove (single) – 3:16
2. Handsome Devil (performance em The Haçienda, 4 de fevereiro de 1983) – 2:56
3. This Charming Man – 2:43
4. Jeane – 3:04
5. What Difference Does It Make? (single) – 3:26
6. Back to the Old House – 3:05
7. Still Ill – 3:22
8. You've Got Everything Now – 3:59
9. Heaven Knows I'm Miserable Now – 3:36
10. Suffer Little Children – 5:27
11. William, It Was Really Nothing – 2:11
12. Please Please Please Let Me Get What I Want – 1:52
13. How Soon Is Now? – 3:41
14. Well I Wonder – 4:00
15. Shakespeare's Sister – 2:09
16. What She Said – 2:40
17. The Headmaster Ritual – 4:54
18. Oscillate Wildly – 3:28
19. That Joke Isn't Funny Anymore – 3:52
20. Meat Is Murder (perfomance em Oxford, 13 de março de 1985) – 5:40
21. The Boy with the Thorn in His Side – 3:18
22. Asleep – 4:10
23. Bigmouth Strikes Again – 3:14
24. Money Changes Everything – 4:41

### CD de 2009
1. Hand in Glove (single) - 3:17
2. Handsome Devil (perfomance em The Haçienda, 4 de fevereiro de 1983) - 2:53
3. This Charming Man (Manchester, remix de François Kevorkian) - 2:42
4. This Charming Man (Londres, remix de François Kevorkian) - 2:46
5. Accept Yourself - 3:58
6. Wonderful Woman - 3:08
7. Jeane - 3:02
8. This Charming Man (New York, vocal mix) - 5:34
9. This Charming Man (New York, instrumental mix) - 4:18
10. What Difference Does It Make? (single) - 3:51
11. Back To The Old House - 3:04
12. These Things Take Time - 2:24
13. Heaven Knows I'm Miserable Now - 3:34
14. Girl Afraid - 2:44
15. Suffer Little Children - 5:27
16. William, It Was Really Nothing - 2:10
17. How Soon Is Now? - 3:41
18. Please Please Please Let Me Get What I Want - 1:50
19. How Soon Is Now? - 6:43
20. Well I Wonder - 4:32
21. Oscillate Wildly - 3:26
22. Shakespeare's Sister - 2:09
23. What She Said - 3:13
24. Stretch Out And Wait (versão alternativa)  - 2:37
25. Barbarism Begins At Home - 3:49
26. Shakespeare's Sister - 2:09
27. That Joke Isn't Funny Anymore - 4:57
28. Nowhere Fast  (performance em Oxford, 13 de março de 1985)- 2:31
29. Stretch Out And Wait (performance em Oxford, 13 de março de 1985)  - 2:49
30. Shakespeare's Sister  - 2:12
31. Meat Is Murder (performance em Oxford, 13 de março de 1985) - 5:34
32. The Boy with the Thorn in His Side - 3:18
33. Rubber Ring  - 3:55
34. Asleep - 4:10
35. Bigmouth Strikes Again - 3:12
36. Money Changes Everything - 4:40
37. Unloveable - 3:54

## Formação
- Morrissey - Vocal
- Andy Rourke - Baixo
- Mike Joyce - Bateria
- Johnny Marr - Guitarra, Gaita